# Jozef Štibrányi
Jozef Štibrányi (* 11. ledna 1940 Vlčkovce) je bývalý slovenský fotbalový útočník, československý reprezentant, držitel stříbrné medaile z Mistrovství světa v Chile 1962.

## Hráčská kariéra
Odchovanec Družstevníku Vlčkovce hrál v československé lize za Spartak Trnava a Duklu Praha. Nastoupil ve 121 ligových utkáních a dal 14 gólů. V Poháru mistrů evropských zemí nastoupil ve 2 utkáních.

### Reprezentace
V československé reprezentaci odehrál 9 zápasů a vstřelil jeden gól, právě na světovém šampionátu v Chile v roce 1962 (vítězný proti španělským hvězdám).

### Prvoligová bilance
| Ročník                                     | Zápasy | Góly | Minuty | Klub           |
| ------------------------------------------ | ------ | ---- | ------ | -------------- |
| 1. československá fotbalová liga 1957/1958 | 15     | 3    | 1 350  | Spartak Trnava |
| 1. československá fotbalová liga 1958/1959 | 4      | 0    | 360    | Spartak Trnava |
| 1. československá fotbalová liga 1959/1960 | 26     | 3    | 2 253  | Spartak Trnava |
| 1. československá fotbalová liga 1960/1961 | 26     | 2    | 2 035  | Spartak Trnava |
| 1. československá fotbalová liga 1961/1962 | 26     | 4    | 2 324  | Spartak Trnava |
| 1. československá fotbalová liga 1963/1964 | 7      | 0    | 567    | Dukla Praha    |
| 1. československá fotbalová liga 1965/1966 | 17     | 2    | 1 530  | Spartak Trnava |
| CELKEM Fotbalová liga Československa       | 121    | 14   | 10 419 |                |